# Otto Wohlgemuth
Otto Wohlgemuth (* 30. März 1884 in Hattingen; † 15. August 1965 ebenda) war Romanautor und Dichter. Er gilt als Repräsentant der Arbeiterdichtung, mit ihm schließt sich diese bewusst an die anerkannte Literatur an.

## Leben
Otto Wohlgemuth wurde als Sohn eines Bergmannes geboren und wuchs in ärmlichsten Verhältnissen in Hattingen/Ruhr auf. 1898 zog die Familie ins benachbarte Linden (heute Bochum-Linden) um, und er erreichte den Abschluss der Volksschule. Er begann eine Lehre als Former, die er 1900 abbrach, um im besser bezahlten Bergbau zu arbeiten. 1903 zog Wohlgemuth nach Bochum, wo er die Fabrikarbeiterin Anna Nöllecke heiratete. Die Familie lebte in bedrückender Armut. Es begannen erste literarische Versuche, für die der Bergarbeiterdichter Heinrich Kämpchen Pate stand. Erste Gedichte erschienen in der Wochenendbeilage des Bochumer Stadtanzeigers, die heute verschollen sind. 1908 erfolgte die erste Vorlesung vor der Literarischen Gesellschaft Bochum. Parallel dazu versuchte er sich auch im Zeichnen.
Von 1908 bis 1910 arbeitete Wohlgemuth als Bürogehilfe beim Allgemeinen Knappschaftsverein zu Bochum, der späteren Ruhr- bzw. Bundesknappschaft, heute Deutsche Rentenversicherung Knappschaft-Bahn-See. Diese Tätigkeit ließ ihm mehr Zeit für dichterisches Arbeiten, so dass er bereits 1909 seinen zweiten Gedichtband vorlegte. Vorbilder waren die Spät- und Neuromantiker, u. a. Eichendorff, Emanuel Geibel und Theodor Fontane. Sein zweiter Gedichtband machte ihn über Bochum hinaus bekannt.
Zur Einweihung des neuen Verwaltungsgebäudes des Allgemeinen Knappschaftsvereins Bochum, am 18. Juni 1910, verfasste er einen  Festhymnus zur Feier des Tages.
Die Jahre 1916 bis 1918 waren künstlerisch sehr produktiv. 1917 gründete er mit Karl Peters den Hellwegbund, eine freie Künstlervereinigung. Diese hatte das Ziel, eine Brücke zwischen Künstler und Leser herzustellen. Neben Schriftstellern waren auch Musiker und bildende Künstler beteiligt. Nach dem Ersten Weltkrieg schloss sich Wohlgemuth dem Bund Werkleute auf Haus Nyland um Josef Winckler und Arbeiterdichtern wie Heinrich Lersch und Christoph Wieprecht an, über die er endgültig zu seinem Thema, dem bergmännischen Leben und Erleben, fand.
1920 lernte Wohlgemuth seine zweite Ehefrau, die Lehrerin Ottilie Kerper kennen. Eine jahrelang schwelende Krise seiner ersten Ehe brach damit offen aus, die ihre Ursache in der wachsenden intellektuellen Ungleichheit der Partner hatte. Anfang der 20er Jahre Intensivierung seines künstlerisch-bildnerischen Schaffens unter der Mentorschaft des Malers und Graphikers Hermann Kätelhön, der später viele literarische Werke Wohlgemuths illustriert hat. 1923 gründete er den Ruhrlandkreis, die erste Künstlergemeinschaft zwischen Ruhr und Emscher. Sie bestand bis 1926. 1926 wurde Wohlgemuth Leiter der Städtischen Volksbücherei in Gelsenkirchen-Buer. Er hielt Vorlesungen und Vorträge und organisiert Kunstausstellungen. 1933 wurde er von den Nationalsozialisten entlassen wegen seiner Mitgliedschaft in der SPD und weil er es gewagt hatte, die große Jüdische Enzyklopädie anzuschaffen und der Öffentlichkeit zugänglich zu machen.
Aus wirtschaftlicher Not näherte sich Wohlgemuth in den folgenden Jahren dem herrschenden System an. Er trat 1936 der Nationalsozialistische Volkswohlfahrt und dem Reichskriegsbund, 1937 der Reichskultur- und der Reichsschrifttumskammer bei. Im selben Jahr trat er auch der NSDAP bei, wobei er aber nie über den Status eines Anwärters hinauskam. Obwohl er als Person diskreditiert war, wurde sein literarisches Schaffen von den Nationalsozialisten vereinnahmt. Zwischen 1935 und 1945 führte er im gesamten Reichsgebiet unablässig Dichterlesungen durch. Nach 1945 wurde er bei der Entnazifizierung als nicht besonders belastet eingestuft. Mit einer Gedichtveröffentlichung brachte sich Wohlgemuth nach dem Krieg wieder in das Bewusstsein der Öffentlichkeit. Als Bergarbeiter- und Heimatdichter blieb er in den 1950er Jahren präsent. Sein Publikum fand Wohlgemuth in den Reihen des Bergbaus. Im März 1954 erhielt er zahlreiche Ehrungen anlässlich seines 70. Geburtstages. Es folgten zahlreiche Ehrungen zum 75. Geburtstag in der Presse.
Ende der 1950er Jahre wurde Wohlgemuths Tätigkeit für die Nationalsozialisten durch seinen früheren Freund Georg Breuker öffentlich aufgedeckt. Zu dieser Zeit litt Wohlgemuth an schweren Herz- und Kreislaufbeschwerden. Ein schwerer Schlag war der Tod seiner Frau am 7. November 1960. Als er im Dezember 1961 zurück in seine Geburtsstadt Hattingen zog, besserte sich sein Zustand. Der Heimatverein stellte ihm eine Wohnung im historischen Bügeleisenhaus zur Verfügung. 1962 heiratet er die verwitwete Maria Wittenbecher. 1965 starb Wohlgemuth in Hattingen.

## Werke
| - 1916: Du bist das Land ... - 1919: Aus alten Gassen - 1922: Aus der Tiefe - 1923: Schlagende Wetter - 1923: Ruhrland - 1924: Ruhrland-Almanach - 1927: Glück auf! - 1929: Drei Sonette - 1936: Volk, ich breche deine Kohle! | - 1937: Aus der Tiefe - 1939: Hacke und Meterstock - 1949: Des Ruhrlandes Rauch - 1950: Eine seltsame Nacht - 1950: Im Stollen - 1954: Aus seinen Gedichten - 1954: Liebe, schöne Heimat - 1956: Lieder eines Ruhrkohlenbergmanns |

## Ehrungen
- Otto-Wohlgemuth-Weg in Hattingen

## Varia
Otto Wohlgemuth ist Hauptperson in der Erzählung „Ein Dichter und ein Junge wandern durch die Stadt“ von Willy Bartock.